# Minxiong
Minxiong (chinesisch 民雄鄉, Pinyin Mínxióng Xiāng) ist eine Landgemeinde (鄉,  Xiāng) mit circa 70.000 Einwohnern im Landkreis Chiayi in Zentraltaiwan.
Weitere Schreibweisen sind Minsyong und Min-Hsiung. Bürgermeister ist Ho Chia-Heng.
In Minxiong befindet sich die Chung-Cheng-Nationaluniversität.

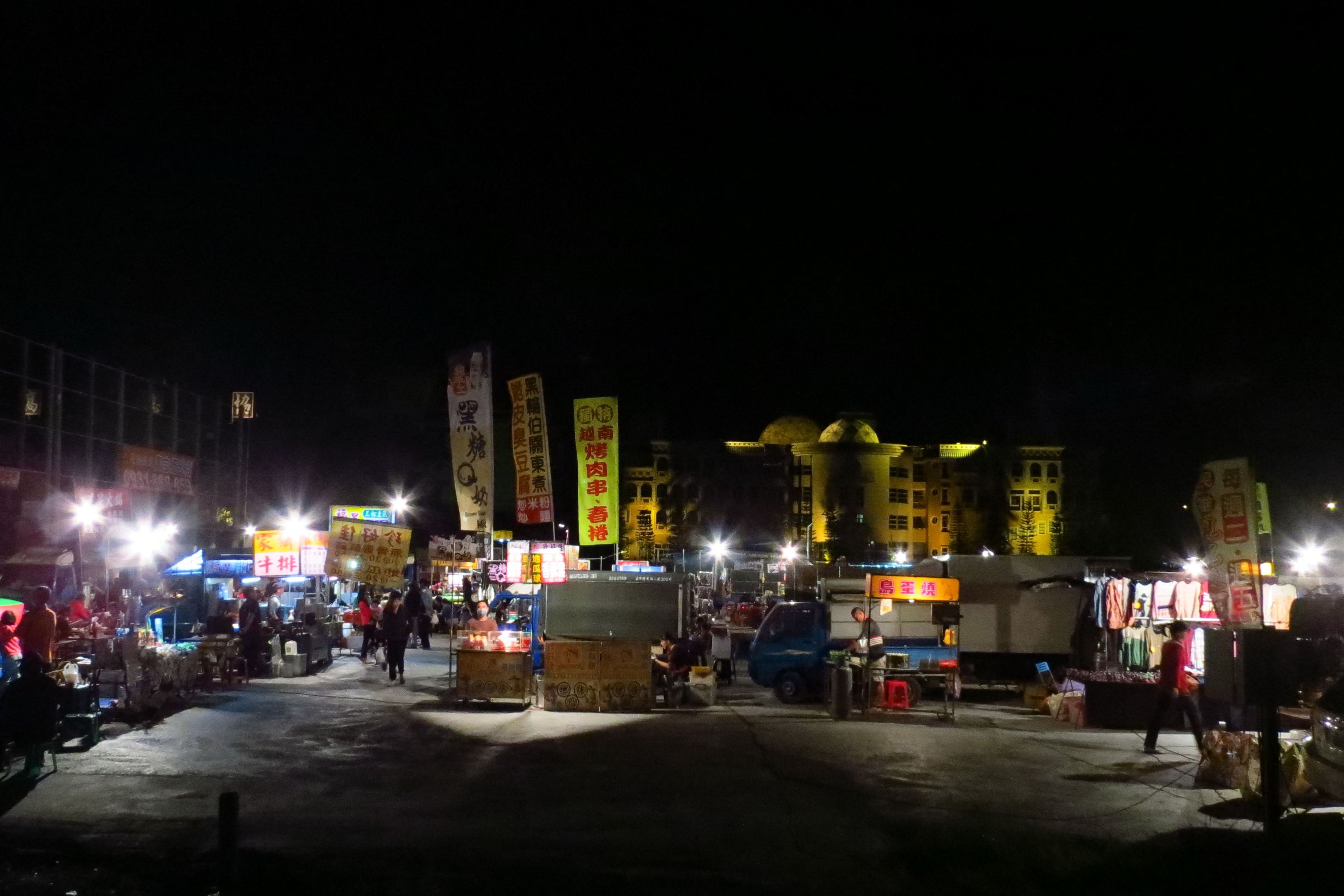
Nachtansicht von Minxiong